# کانگ مین-کیونگ
کانگ مین-کیونگ (به انگلیسی: Kang Min-kyung)(زاده ۳ اوت ۱۹۹۰) خواننده، بازیگر کره‌ای است.